# Albatros C.XII
O Albatros C.XII foi um avião de reconhecimento militar alemão, desenvolvido e produzido durante a Primeira Guerra Mundial e utilizado pela Luftstreitkräfte durante o decorrer da mesma.
Distinguia-se bastante de aeronaves anteriores do tipo Albatros C ao possuir uma secção elíptica da fuselagem semelhante à do Albatros D.V.
O C.XII apresentava também um estabilizador horizontal de área reduzida, mas manteve as asas do modelo anteior (Albatros C.X).
Apesar das vantagens aerodinâmicas da aeronave, não se observou um aumento significativo do seu desempenho comparativamente ao C.X. Mantiveram-se em serviço até ao fim da guerra.

## História
O Albatros C XII, desenvolvido pelos engenheiros Thelen e Schubert em 1917, substituiria o CX após o projeto do C.XI ter permanecido apenas um projeto. Partiu do esquema de design anterior, assumindo a forma elíptica aerodinâmica da fuselagem, a barbatana de quilha triangular para acomodar o trem de aterragem e o capô de hélice redondo do caça de albatroz . A cauda foi completamente redesenhada e comparada com suas antecessoras, uma cauda muito menor. Asas, chassis e motor, no entanto, foram levados diretamente do C XII apenas com pequenas alterações.
Além da Albatros , a OAW , a BFW e a Linke-Hofmann foram contratadas como licenciadas para produção.
O Albatros C.XII viu a primeira mudança substancial na configuração dos aviões de reconhecimento da Albatros desde o ínicio da produção do tipo C e misturava características tanto dos modelos da família C como de caças do tipo D como o Albatros D.V e D.Va.
O Albatros C.XII era semelhante em tamanho com o mais antigo Albatros C.X e era propulsionado pelo mesmo motor de 193.88 kW, Mercedes D.IVa de pistões em linha, cuidadosamente coberto e combinado com um girador bem projetado.
O C.XII usava os meios de construção padronizados da Albatros, com com molduras de madeira e cobertura de contraplacado para a fuselagem e longarinas e nervuras de madeira com cobertura de tecido de lona para as asas. A forma da sua fuselagem era inspirada no D.V- o perfil usado nos modelos C foi substituído por uma fuselagem oval dos caças da linha D.

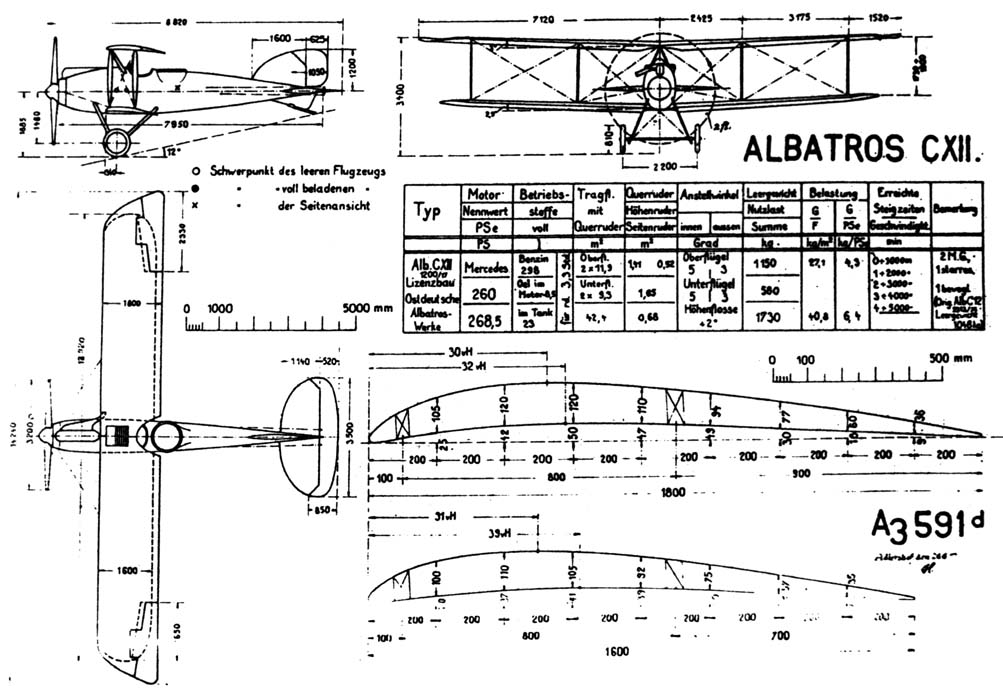
Rachadura de três lados do albatroz C.XII (1917)

Isso reduziu a quantidade de superfícies verticais na aeronave e, portanto, uma pequena barbatana dorsal foi adicionada sob a cauda. As superfícies horizontais da cauda foram reduzidas em tamanho e perderam seu perfil quase semicircular. 
Apesar da fuselagem mais refinada, o C.XII teve quase exatamente o mesmo desempenho do CX, com uma velocidade máxima e taxa de subida muito semelhantes, ambas determinadas em grande parte pela combinação de asas e motor. 
Quando ela apareceu na frente no início de 1918, a máquina praticamente não apresentou melhorias de desempenho, apesar de sua aparência elegante e boa performance de vôo como sucessora do CX, que provavelmente se deveu principalmente à construção de asa projetada desfavorável. Como ela só podia carregar uma carga leve de bomba, ela era usada principalmente como uma aeronave de reconhecimento. No entanto, o C.XII foi difundido nas linhas de frente e voou até o final da guerra.
Após a guerra, o Albatros C.XII recebeu o nome comercial civil L 27.

## Desenvolvimento
O Albatros C XII, desenvolvido pelos engenheiros Thelen e Schubert em 1917, substituiria o C.X após o projeto do C.XI ter permanecido apenas um projeto no papel. Partiu do esquema de design anterior, assumindo a forma elíptica aerodinâmica da fuselagem, a barbatana de quilha triangular para acomodar o 

## Operadores
Império Alemão
- Luftstreitkräfte

 Polónia
- Força Aérea Polaca (pós-guerra)

 Cidade Livre de Danzig
- Esquadrão de polícia aérea (pós-guerra)

## Dados técnicos

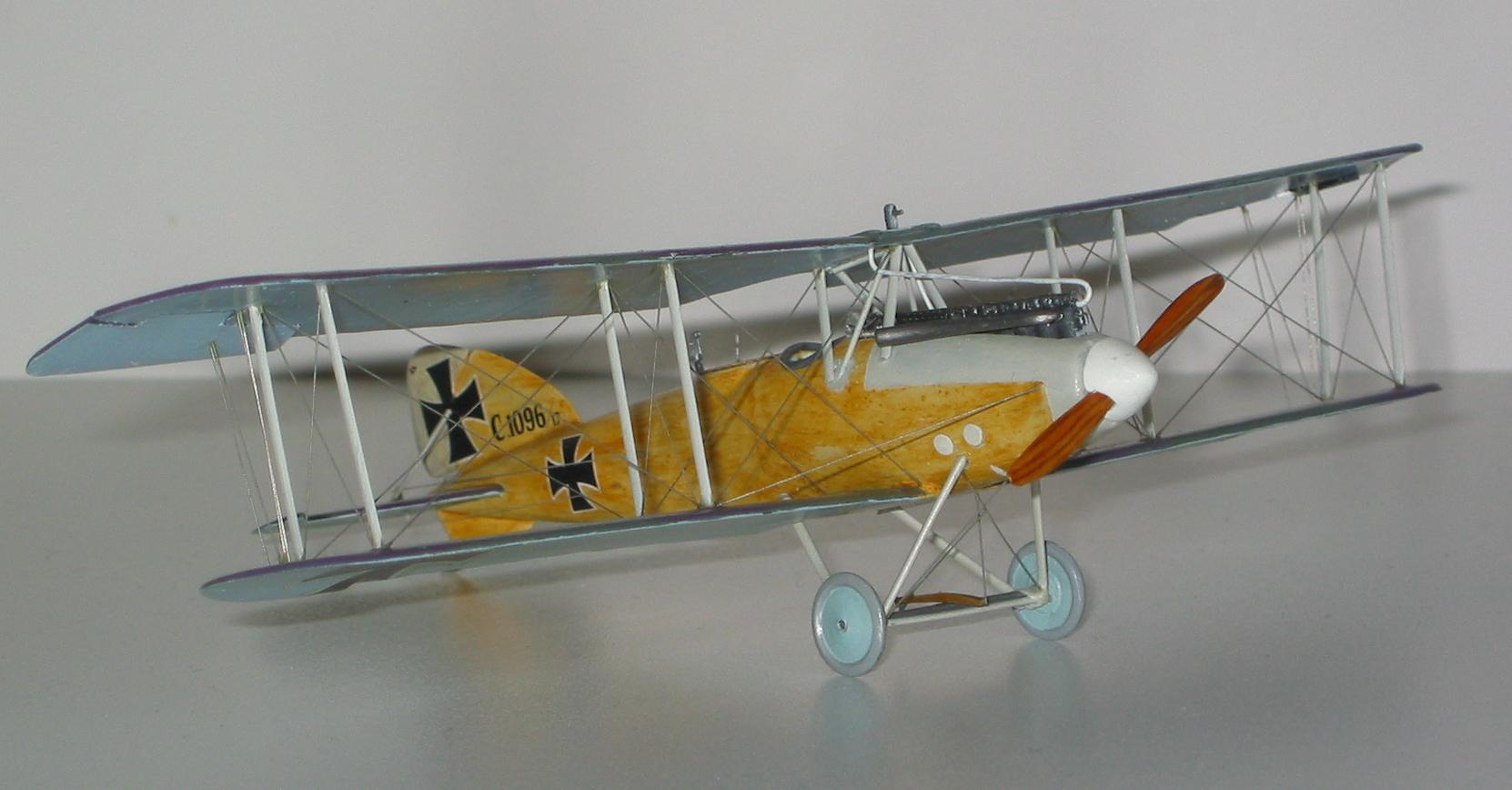
Modelo do Albatros C.XII

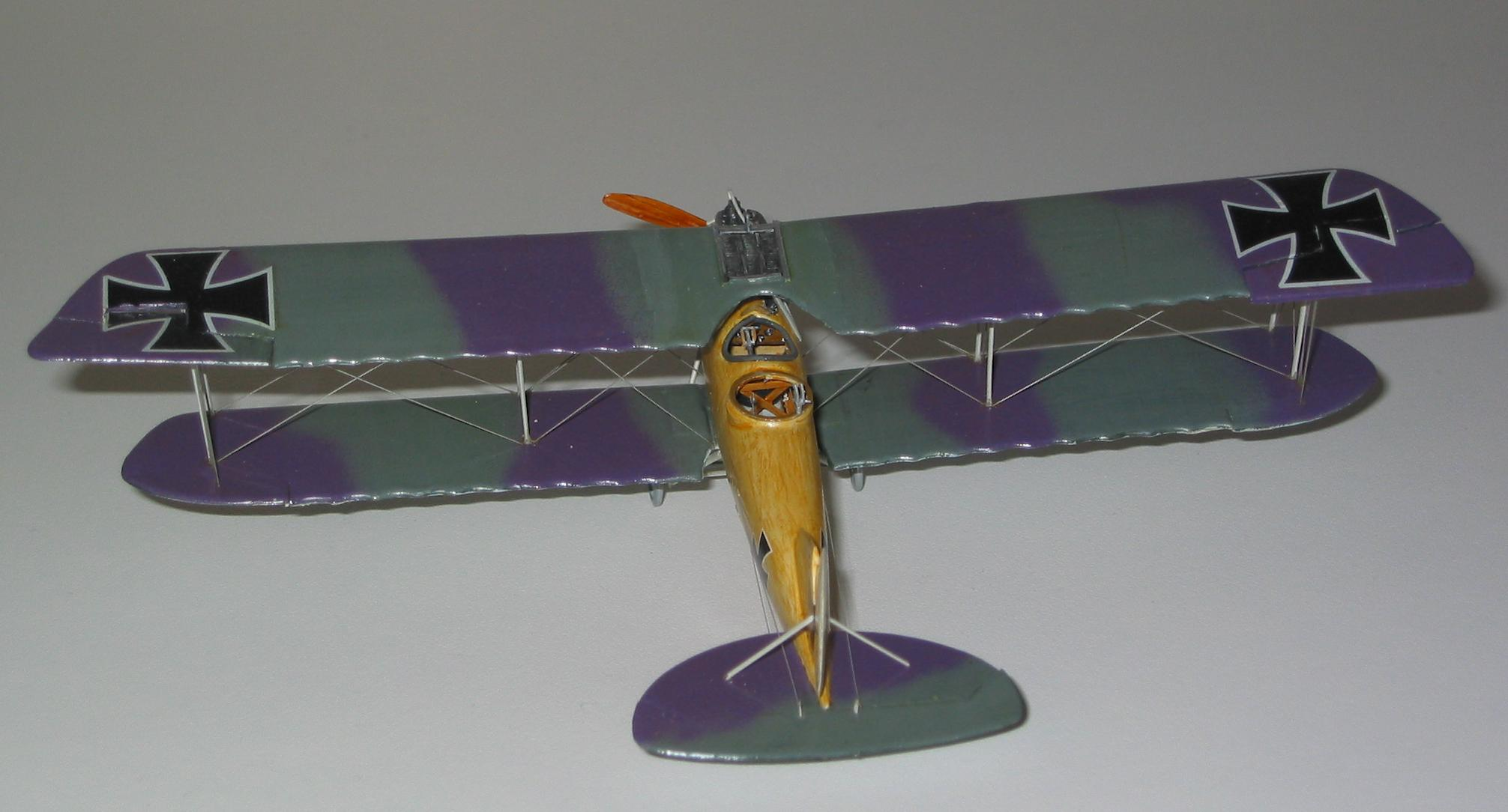
Modelo do C.XII visto de cima

| Parâmetro                     | Dados |
| ----------------------------- | --- |
| tripulação                    | 2 |
| comprimento                   | 8,85 m |
| palmo                         | 14,37 m |
| altura                        | 3,25 m |
| área de asa                   | 42,70 m² |
| peso vazio                    | 1021 kg |
| peso máximo                   | 1639 kg |
| motor                         | um motor em linha de 6 cilindros refrigerado a água Mercedes D IVa, potência de decolagem de 260 hp (191 kW) |
| velocidade máxima             | 175 km / h                                                                                                   |
| velocidade de escalada        | 4,20 m / s                                                                                                   |
| Tempo de escalada a 1000 m    | 5 min |
| Tempo de escalada para 5000 m | 45 min |
| teto de serviço               | 5500 m |
| alcançar                      | 600 km |
| duração do voo                | 4:15 h |
| armamento                     | 2 MG 7,9 mm (1 × LMG 08/15, 1 × Parabellum MG 14 )                                                           |